# Toplar
Toplar è un comune dell'Azerbaigian situato nel distretto di Gədəbəy.